# Nebulae (Supercomputer)
Nebulae (chinesisch 星雲, Pinyin Xīngyún) ist ein Supercomputer, der im National Supercomputing Center in Shenzhen, in der chinesischen Provinz Guangdong, steht. Er wurde mit einem Dawning TC3600-Blade-System mit Intel Xeon-X5650-Prozessoren und Nvidia Tesla C2050 GPUs gebaut und hat eine Spitzenleistung von 1,271 Petaflops (Messung der LINPACK-Testreihe, theoretische Spitzenleistung 2,9843 Petaflops). Nebulae war im Juni 2010 laut der Juni 2010-Liste von TOP500 der zweitschnellste Computer der Welt.

## Weitere Informationen
- National Supercomputing Center starts construction in Shenzhen, People's Daily, 17. November 2009
- Jonathan Fildes: China aims to become supercomputer superpower, BBC News, 31. Mai 2010